# 보좌관 2 - 세상을 움직이는 사람들
《보좌관 2 - 세상을 움직이는 사람들》은 2019년 11월 11일부터 2019년 12월 10일까지 방송된 JTBC 월화 드라마이다.

## 줄거리
스포트라이트 뒤에서 세상을 움직이는 리얼 정치 플레이어들의 위험한 도박. 권력의 정점을 향한 슈퍼 보좌관 장태준의 치열한 생존기.

## 등장 인물

### 주요 인물
- 이정재 : 장태준 역 - 42세. 대한당 소속 성진시 국회의원. 경찰 출신
- 신민아 : 강선영 역 - 36세, 대한당 비례대표 초선 의원. 당 대변인. 장태준과는 연인 사이이며 변호사 출신
- 이엘리야 : 윤혜원 역 - 31세. 장태준 의원실 4급 보좌관. 도담일보 기자 출신
- 김동준 : 한도경 역 - 29세. 강선영 의원실 8급 비서
- 김갑수 : 송희섭 역 - 66세. 법무부 장관, 대한당 4선 국회의원. 전직 검사 출신
- 정웅인 : 오원식 역 - 45세, 송희섭 장관실 보좌관
- 정만식 : 최경철 역 - 48세. 서울중앙지검장. 정서적으로 무감각한 현실주의자
- 박효주 : 이지은 역 - 38세. 강선영 의원실 수석 보좌관. 독설 같은 잔소리를 쏟아내는 베테랑 보좌관
- 조복래 : 양종열 역 - 37세. 장태준 의원실 4급 보좌관. 속내를 알 수 없는 정체불명의 보좌관

### 조갑영 의원실
- 김홍파 : 조갑영 역 - 65세. 대한당 의원환경노동위원회 상임위원장. 이기적인 기회주의자 정치인
- 이철민 : 김형도 역 - 42세. 조갑영 의원실 수석보좌관. 남이 잘 되는 꼴은 못 보는 보좌관

### 삼일회
- 고인범 : 성영기 역 - 70세. ㈜영일그룹 명예회장. 권력보단 돈의 힘을 믿는 자
- 유성주 : 이창진 역 - 49세. ㈜주진화학 대표. 삼일회 총무. 웃음으로 속내를 감춘 사업가

### 장태준 의원실
- 안준우 : 안준우 역 - 36세. 장태준 의원실 5급 비서관. 이성민 의원실 출신 비서관
- 박성준 : 정민철 역 - 33세. 장태준 의원실 6급 비서. 오원식에게 정보를 넘기던 내부 스파이
- 이동민 : 박중석 역 - 31세. 장태준 의원실 7급 비서
- 도은비 : 노다정 역 - 28세. 장태준 의원실 9급 행정비서. 송희섭 의원실 출신 행정비서

### 송희섭 의원실
- 전진기 : 이귀동 역 - 53세. 송희섭 장관실 수행비서
- 전승빈 : 김종욱 역 - 35세. 송희섭 의원실 5급 비서관

### 그 외 인물
- 김익태 : 이상국 역 - 송희섭측 대한당 국회의원. 원내대표. 국회 법제사법위원회 위원장
- 남성진 : 안현민 역 - 송희섭측 대한당 국회의원
- 김응수 : 장춘배 역 - 68세. 장태준의 아버지. 무직
- 정진영 : 이성민 역 - 무소속 초선 의원. 태준이 존경했던 선배
- 김서하 : 이인수 역 - 이성민 의원실 수석 보좌관
- 박명신 : 여숙희 역 - 56세. 도경의 어머니. 세탁소 사장
- 지소연 : 김미진 역 - 토론 방송 '시사 포커스'의 진행자. 강선영이 의원 당선 전까지 맡았던 토론 방송 진행자
- 남진복 : 정한수 역 - 계급은 총경. 경찰청 정보1과장. 장태준의 경찰대 동기
- 이순원 : 이형배 역 - 형사. 장태준의 경찰인맥이자, 장태준의 경찰 시절 경찰 후배
- 박건 : 서형철 역 - 대검찰청 검사. 조갑영 의원계 검찰인맥. 조갑영 의원의 대학 동문 후배
- 마시환 : 윤검사 역 - 서울중앙지방검찰청 특수부 검사. 최경철 지검장의 오른팔
- 이한위 : 청와대 비서실장 역
- 성동일 : 한세상 역 - 서울중앙지방법원 판사. 성영기, 송희섭 재판관
- 최정우 : 강삼영 역 - 강선영의 아버지. 삼영은행장
- 임원희 : 고석만 역 - 강선영 의원실 前 수석보좌관. 시즌1 마지막회 사망

## 시청률
최저 시청률과 최고 시청률은 시청률 조사회사와 지역별로 시청률에 차이가 있을 수 있습니다.
| 제1회       | 11월 11일   | 4.166% | 4.544% |
| 제2회       | 11월 12일   | 4.104% | 4.350% |
| 제3회       | 11월 18일   | 3.475% | 3.220% |
| 제4회       | 11월 19일   | 3.912% | 3.821% |
| 제5회       | 11월 25일   | 3.819% | 4.081% |
| 제6회       | 11월 26일   | 4.446% | 4.720% |
| 제7회       | 12월 2일    | 4.665% | 4.981% |
| 제8회       | 12월 3일    | 4.844% | 4.994% |
| 제9회       | 12월 9일    | 4.659% | 4.661% |
| 제10회      | 12월 10일   | 5.340% | 5.458% |
| 평균 시청률 | 평균 시청률 | 4.343% | 4.483% |

## 참고 사항
- 이 드라마는 실제와 관련 없는 허구의 내용임을 밝힌다.
- 이 화면은 레터박스로 구성되었다.

## 같이 보기
- 대한민국의 텔레비전 드라마 목록 (ㅂ)
- 2019년 대한민국의 텔레비전 드라마 목록